# Alan Davey
Alan Davey (Ipswich, 11 settembre 1963) è un bassista inglese.
È famoso per la sua collaborazione con la space rock band Hawkwind, avvenuta in due periodi.

## Discografia

### Con gli Hawkwind

#### Album studio
- 1985 - The Chronicle of the Black Sword
- 1988 - The Xenon Codex
- 1990 - Space Bandits
- 1992 - Electric Tepee
- 1993 - It Is the Business of the Future to Be Dangerous
- 1995 - White Zone
- 1995 - Alien 4
- 2005 - Take Me to Your Leader

#### Live
- 1986 - Live Chronicles
- 1991 - Palace Springs
- 1994 - The Business Trip
- 1996 - Love in Space
- 2001 - Yule Ritual
- 2002 - Canterbury Fayre 2001
- 2004 - Spaced Out in London